# Kamikaze Hearts
Kamikaze Hearts ist ein halbdokumentarischer, US-amerikanischer Film aus dem Jahr 1986 von Juliet Bashore. Im Mittelpunkt steht die Pornodarstellerin Sharon Mitchell.

## Handlung
Mitte der 80er Jahre begann Juliet Bashore, mit Kamikaze Hearts einen Dokumentarfilm über das lesbische Paar Sharon Mitchell und Tigr Mennett zu drehen. Mitch war eine erfahrene Pornodarstellerin, Tigr eine Anfängerin. Bashore wollte ihre drogengeprägte Dynamik bei den Dreharbeiten zu ihrem neuen Film einfangen – Mitch als Star, Tigr als Assistentin.
Die Geschichte dreht sich um Sharon Mitchell und ihre intime Freundin Tigr Mennett. Beide arbeiten an einem Dokumentarfilm über ihre Beziehung in der Pornowelt und spielen in einem Pornofilm mit, dessen Drehbuch lose auf der Oper Carmen basiert. Die Erzählperspektive strebt nach Authentizität und zeigt Sequenzen hinter den Kulissen, die wie zufällige Beobachtungen wirken. Authentizität spielt auch inhaltlich eine zentrale Rolle. So behauptet Mitchell, sie spiele immer eine Rolle, sogar im Bett mit ihrer Freundin.

## Produktion
Der 1986 auf 16mm-Film gedrehte Film konnte 2022 von den originalen A/B-Kameranegativen restauriert werden und liegt als 2K Kopie vor. Die Restaurierung erfolgte von Kino Lorber in Zusammenarbeit mit dem Outfest UCLA Legacy Project im UCLA Film & Television Archive.
Am 3. September 2024 wird die digital restaurierte Fassung von Kamikaze Hearts im Rahmen des deutschen Queerfilmfestivals veröffentlicht.

## Rezeption
Der katholische Filmdienst beschreibt Kamikaze Hearts als das verstörende Porträt der Pornofilmwelt, als einer Industrie: „die zwar auf Frauen nicht verzichten kann, aber gleichzeitig Tyrannei an ihren Körpern betreibt.“ Beatrice Loayza bezeichnet in der New York Times den Film als eine selbstreferentielle Nebelkerze. Wie in Pornos, wo realer Sex in einem gefälschten Kontext aufgeführt wird, versucht Bashore mit Kamikaze Hearts, die Grenzen zwischen Wahrheit und Fiktion zu verwischen. Kevin Thomas meint in der Los Angeles Times, dass uns Bashore mit ihrem Dokumentarfilm in eine oft verächtlich betrachtete Welt entführt, und uns an einer leidenschaftlichen, sprunghaften Beziehung teilhaben lässt. „Klugerweise lässt sie uns selbst erkennen, was wahr und was erfunden ist und wie Pornografie die Menschen beeinflusst, die sie produzieren, besonders die Frauen.“

## Auszeichnungen
BFI London Film Festival  2022